# Simona Deflorin
Simona Deflorin (* 25. Juli 1965 in Bergamo, Italien) ist eine Schweizer Malerin.

## Leben und Werk
Simona Deflorin studierte von 1986 bis 1988 an der Schule für Gestaltung Basel in der Fachklasse für „Freies Bildnerisches Gestalten“ bei Franz Fedier. Seit 1991 ist sie als freischaffende Künstlerin in ihrem Atelier in Basel tätig. 
- 1997 erhielt sie ein Stipendium für einen Aufenthalt in der Cité Internationale des Arts Paris im Rahmen des Künstlerateliers «Carl Spitteler» des Kantons Baselland.
- Deflorin ist Preisträgerin der Fontana-Gränacher Stiftung 2012;[1] diese Stiftung geht auf die Künstlerin Annemie Fontana zurück.
- 2013 wurden Werke von Deflorin in die Sammlung Kunstkredit Basel-Landschaft aufgenommen.[2]
- Im Rahmen der Ausschreibung „Aussteigen-auf-Zeit“ war sie 2019 Residency-Gast im Kloster Dornach, Schweiz.

Deflorin lebt und arbeitet in Basel. 

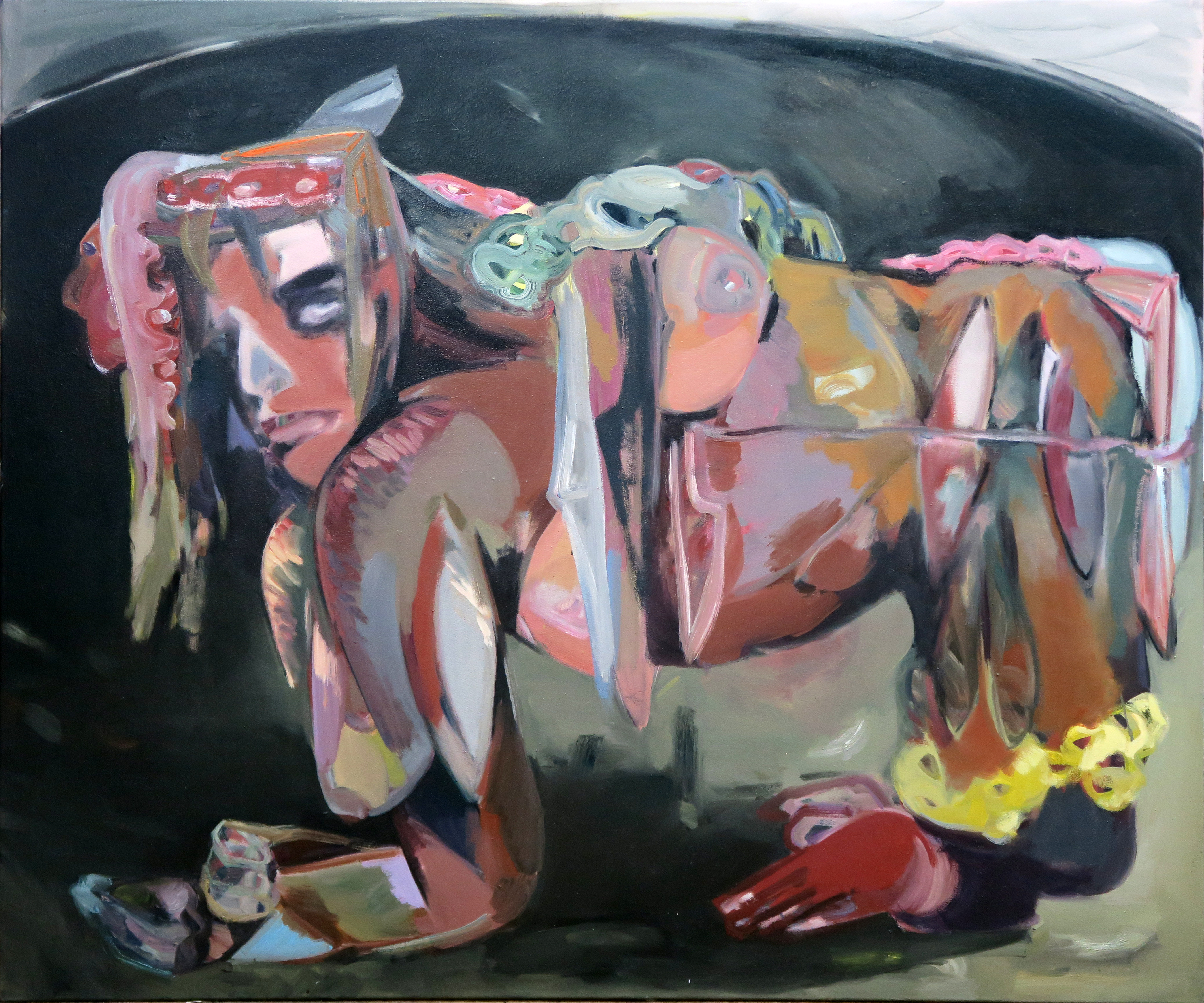
Lyonella von Simona Deflorin. Öl auf Leinwand. 2020

## Einzelausstellungen
- 2021 fragile, Galerie Ganter, Zell i. W./Pfaffenberg, Deutschland
- 2020 di passaggio, Lakeside Gallery, Unterägeri, Schweiz
- 2017 With Pleasure, Petershof Basel, Basel, Schweiz
- 2015 Ahnengalerie – Ahnen in Begleitung, Uferstraße 90, Basel, Schweiz[3]
- 2014 Ahnen – Simona Deflorin, Galerie per-seh, Hannover, Deutschland[4]
- 2013 TraumGesichte – Simona Deflorin, Museum im Kleihues-Bau, Kornwestheim, Deutschland[5]
- 2013 Simona Deflorin – meine, deine und aller Meere Fische, Vadian Bank, St. Gallen, Schweiz[6]
- 2012 Simona Deflorin, Kibousha Gallery, Gifu, Japan[7]
- 2011 ANOMIS, Galerie per-seh, Hannover, Deutschland[8][9]
- 2010 Dear Visitors, Gallery Saoh & Tomos, Tokio, Japan[10]
- 2007 Fadistas, Museo Civico di Fondi, Castello Baronale, Fondi, Italien
- 2005 Voyage, Radicalgallery, Zug, Schweiz
- 2005 fragments, Gallery Saoh & Tomos, Tokio, Japan[11]
- 2005 Meine Frauen, Galerie Daniel Tanner, Basel, Schweiz

## Gruppenausstellungen
- 2022 Crescendo, Birsfelder Museum, Birsfelden, Schweiz
- 2021 CROSSING 21, Gifu Little House, Gifu City, Japan
- 2020/21 KUNST TROTZ(T) CORONA, Lakeside Gallery, Unterägeri, Schweiz
- 2020 The Chain of Arts 17, Ikeda, Japan
- 2019 rendez-vous, artists of CROSSING in Basel, Petershof, Basel, Schweiz
- 2019 The Chain of Arts 16, Ikeda, Japan
- 2018 The Chain of Arts 15, Ikeda, Japan
- 2018 A Tooth for an Eye, Regionale 19, Kunsthalle Basel, Basel, Schweiz
- 2017 Biennale Pratteln, Galerie CB, Pratteln, Schweiz
- 2017 The Chain of Arts 14, Ikeda, Japan
- 2016 work&women, Frauenmuseum Bonn, Deutschland[12]
- 2016 The Chain of Arts 13, Ikeda, Japan[13]
- 2016 konSEHquent, KUBUS Städtische Galerie Hannover in Zusammenarbeit mit Galerie per-seh, Deutschland[14]
- 2015 The Chain of Arts 12, Ikeda, Japan[15]
- 2015 Crossing 2015, Gifu Little House, Gifu City, Japan[16]
- 2014 Packing Imaginations in Traveling Bags, Gifu Little House, Gifu City, Japan[17]
- 2014 The Chain of Arts 11, Ikeda, Japan[18]
- 2014 Ernte, Neuerwerbungen des Kantons Basel-Landschaft, Kunsthaus BL, Muttenz, Schweiz
- 2013 Gesichter, Dreiländer Museum Lörrach, Deutschland[19]
- 2013 10 Jahre Fontana-Gränacher Stiftung, Jubiläumsausstellung, Villa Meier-Severini, Zollikon, Schweiz[20]
- 2012 CROSSING and Friends, Galerie per-seh, Hannover, Deutschland
- 2011 Uta to naru Kotoba Ten, The Fieldsmuseum of Kokin Denju no Sato, Gifu (Japan)
- 2011 CROSSING OVER THE SEA, ART SPACE X in AICHI ARTS CENTER, Nagoya (Japan)
- Kunstfrühling Bremen 2011[21]
- NordArt 2011[22]
- 2009 house full, radicalgallery, Zug, Schweiz

## Werke in Sammlungen
- 2014 Museum im Kleihues-Bau, Kornwestheim, Deutschland[23]
- 2013 Kunstkredit des Kantons Basel-Landschaft, Schweiz[24]

## Ausstellungskataloge
- Simona Deflorin (Hrsg.): Watercolors 2015-2018,…how Kali found the cat…, Basel 2019
- Frauenmuseum Bonn: Pionierinnen und Meilensteine der Frauenarbeit in NRW, Ausst.-Kat. Frauenmuseum Bonn 2016, ISBN 978-3-940482-96-9
- Frank Buchholz (Hrsg.): Ahnen – Simona Deflorin, Text: Andrea-Silvia Végh, Ausst.-Kat. Galerie per-seh, Hannover 2014, ISBN 978-3-940576-70-5
- Simona Deflorin (Hrsg.): Sturzglasgeschichten – Simona Deflorin, Rendezvous mit der Ahnengalerie, Basel 2014
- Museen der Stadt Kornwestheim, Dr. Irmgard Sedler (Hrsg.): TRAUMGESICHTE, Ausst.-Kat. Museen der Stadt Kornwestheim 2013, ISBN 978-3-9813806-8-2
- Irene Stoll-Kern, Rebecca Gericke-Budliger (Hrsg.): BERUF(UNG)KÜNSTLERIN, Zehn Jahre Fontana-Gränacher Stiftung, Verlag Scheidegger & Spiess AG, Zürich 2013, ISBN 978-3-85881-388-6
- Frank Buchholz (Hrsg.): Turning in Bed, Broschur, Gedicht: Sumiko Goto, Aquarelle: Simona Deflorin, Hannover 2012, ISBN 978-3-940576-57-6
- Frank Buchholz (Hrsg.): CROSSING and Friends, Ausst.-Kat. Galerie per-seh, Hannover 2012, ISBN 978-3-940576-56-9
- Frank Buchholz (Hrsg.): ANOMIS, Text: Lê Duong-Thanh und Annette Behnken, Ausst.-Kat. Galerie per-seh, Hannover 2011, ISBN 978-3-940576-49-1
- Frank Buchholz (Hrsg.): über Kopf, Text: David Wohnlich, März 2009, Ausst.-Kat. Galerie per-seh, Hannover 2010, ISBN 978-3-940576-45-3
- Frank Buchholz (Hrsg.): Wie du und ich? Menschenbilder, Text: David Wohnlich, Ausst.-Kat. Galerie per-seh, Hannover 2009, ISBN 978-3-940576-02-6
- Raffaella Deflorin: Voyage, Ausst.-Kat. radicalgallery, Zug 2005